# Vandpolo under sommer-OL 1932
Vandpolo under sommer-OL 1932. Vandpolo var med for ottende gang på det olympiske program 1932 i Los Angeles. Fem hold deltog og der blev spillet en enkeltserie hvor alle holdene mødtes en gang. Brasilien blev diskvalificeret. Ungarn vandt alle sine tre kampe og blev olympiske mestre i vandpolo. 

## Medaljer
| Vandpolo OL 1932 Los Angeles | Vandpolo OL 1932 Los Angeles | Vandpolo OL 1932 Los Angeles | Vandpolo OL 1932 Los Angeles | Vandpolo OL 1932 Los Angeles | Vandpolo OL 1932 Los Angeles |
| ---------------------------- | ---------------------------- | ---------------------------- | ---------------------------- | ---------------------------- | ---------------------------- |
| Nr.                          | Land                         | Guld                         | Sølv                         | Bronze                       | Totalt                       |
| 1                            | Ungarn                       | 1                            | 0                            | 0                            | 1                            |
| 2                            | Tyskland                     | 0                            | 1                            | 0                            | 1                            |
| 3                            | USA                          | 0                            | 0                            | 1                            | 1                            |
| Totalt                       | Totalt                       | 1                            | 1                            | 1                            | 3                            |

### Tabell
| Hold     | Kampe | Vundet | Uafgj | Tabt | Mål     | Point |
| -------- | ----- | ------ | ----- | ---- | ------- | ----- |
| Ungarn   | 3     | 3      | 0     | 0    | 30 – 2  | 6     |
| Tyskland | 3     | 1      | 1     | 1    | 16 – 10 | 3     |
| USA      | 3     | 1      | 1     | 1    | 14 – 11 | 3     |
| Japan    | 3     | 0      | 0     | 3    | 0 – 37  | 0     |

## Medaljevinderne
| Placering | Land | Spiller |
| --------- | ---- | --- |
| 1.        | HUN  | György Bródy, Sándor Ivády, Márton Homonnay, Olivér Halassy, József Vértesy, János Németh, István Barta, Alajos Keserű, Miklós Sárkány, Ferenc Keserű |
| 2.        | GER  | Erich Rademacher, Fritz Gunst, Otto Cordes, Emil Benecke, Heiko Schwartz, Joachim Rademacher, Hans Schulze, Hans Eckstein                             |
| 3.        | USA  | Austin Clapp, Philip Daubenspeck, Charles Finn, Charles McCallister, James O'Connor, Cal Strong, Herbert Wildman                                      |